# Kristina Čepkenović Karlsen
Kristina Čepkenović Karlsen (Lipljan, 1976) umetnica je srpskog porekla koja živi u Norveškoj i magistar likovne umetnosti na polju grafike.

## Život i obrazovanje
Rođena je 29. januara 1976. godine u Lipljanu, na Kosovu i Metohiji, gde je završila osnovnu i srednju školu, dok je Akademiju likovne umetnosti studirala na Univerzitetu u Prištini, u periodu od 1994. do 1998. godine i magistrirala 2000. godine u klasi profesora Zorana Jovanovića Dobrotina.
Od 2000. do 2002. godina radila je kao asistent grafike na istom fakultetu kod profesora Tomislava Trifića (prvo, u Varvarinu, a potom Zvečanu), sve do odlaska za Norvešku.

## Izložbe
U vezi gubitka sećanja na detinjstvo do svoje 16-17. godine, ona je stupila 2008. godine u kontakt sa Kavli Institutom za istraživanje mozga u Trondheimu i Mej - Brit Mojzer (dobitnicom Nobelove nagrade za medicinu, 2014. godine) u nadi da će naći odgovor. Kristina je čitala literaturu na tu temu i tako nastaju serije radova o mozgu i muzici (Brain&Music), mozgu i sećanju (Brain&Memory), projekti za rad sa decom po školama (Brain&Music) i Neuro–Neuro, gde je inspirisana informacijama o mozgu koju dobija direktno od Mej-Brit Mojzer, narednih 10 godina je stvarala na tu temu.
Kristina izlaže svoje radove po brojnim galerijama u Norveškoj, Helsinkiju u Finskoj, i od 2016. godine ponovo izlaže u Srbiji. Na ovaj način održava kontakt sa rodnom zemljom i likovnom scenom Srbije.
Imala je 28 samostalnih izložbi i preko 70 grupnih u zemlji i inostranstvu. Učesnik je i brojnih likovnih kolonija, simpozijuma i kongresa u zemlji i inostranstvu.

### Samostalne izložbe
- 2023.
- Oppegård Kunstforening, Kolbotn
- Orkdal Kunstforening, Orkanger
- 2022.
- Neadalen Kunstforening, Selbu
- Trondhjem Kunstforening, Trondheim
- Oppdal Kulturhus, Oppdal
- Steinkjer Kunstforening, Steinkjer
- Eidum Gårsbakeri, Hell
- 2021.
  - ULUCG – Udruženje likovnih umetnika Crne Gore - Podgorica
- 2020.
  - Galerija Kulturnog centra - Vrbas
- 2019.
  - Galerija Ikar – Zemun
- 2017.
  - Galerija muzeja - Kruševac[3]
- 2016.
  - Galerija Grafički kolektiv - Beograd[4][5]
  - , Norveška
- 2015.
  - , Norveška[6]
  - , Finska[7]
  - , Norveška
  - Muzej naučnih istraživanja, Trondheim, Norveška[8]
  - Galerija Norveških grafičara – Oslo, Norveška[9]
- 2013.
  - Muzej naučnih istraživanja, Trondheim, Norveška
  - Umetnički ateljeji, Trondheim, Norveška[10]
- 2012.
  - Muzej naučnih istraživanja, Trondheim, Norveška
  - Galerija Thams, Orkanger, Norveška
  - Galerija Hans, Kulturni centar Ørlandet, Norveška
- 2011.
  - NTNU -Dani Nauke- saradnja sa Kavli Institut for Biology of memory, Trondheim, Norveška
  - Galerija , Norveška
  - Galerija , Norveška[11]
- 2010.
  - Galerija , Trondheim, Norveška
- 2009.
  - Galerija , Trondheim, Norveška
- 2001.
  - Akademija – centar za grafiku i vizuelna istraživanja – Beograd
  - Galerija likovnog muzeja Leskovac
  - Galerija Kulturnog centra Gračanica
  - Galerija Kulturnog centra Štrpce
- 2000.
  - Likovna galerija muzeja, Kruševac
  - Magistarska izložba u galeriji u Varvarinu

### Grupne izložbe
Kristina je učesnik većeg broja kolektivnih izložbi u mnogim zemljama, kao npr: SR Jugoslavija, Češka, Poljska, Belgija, Italija, Španija, Norveška, Švedska, Portugalija, Crna Gora,...

## Dela u javnom prostoru
- 2021 - Norveška Industrija
- 2015.
- 2010 — 2016.
- 2000. Opština Smederevo

## Kolonije
- Likovna kolonija Gračanica
- Likovna kolonija Jesen u Sirinićkoj župi
- Grafička likovna kolonija Smederevo

## Članstvo u udruženjima
- ULUS-a od 1998. godine,
- NBK od 2006. (Udruženje Norveških likovnih umetnika ),
- Udruženje Norveških grafičara od 2015. i
- Udruženja umetnika Trondheima od 2015. godine.

## Nagrade
- Prva nagrada za rad na temu „Najteže je biti majka na Kosovu i Metohiji”, 1999. godine u Prištini,
- Specijalna nagrada za mlade talente na likovnoj koloniji u Gračanici, 2001 godine.

## Spoljašnje veze
- Zvanični veb-sajt
- „Heimdalsbladet #11 2015”. ISSUU. Приступљено 29. 5. 2020.